# New Years Day
I New Years Day sono un gruppo musicale statunitense formatosi nel 2005 ad Anaheim, in California.

## Storia del gruppo
Si formarono nel 2005 dopo che il bassista Adam Lohrbach lasciò gli Home Grown. Questi, con l'ultimo EP del 2004, When It All Comes Down, si erano allontanati dal precedente stile umoristico pop punk con influenze emo che Lohrbach riportò nei New Years Day. Conoscendosi con Ashley Costello e il chitarrista e tastierista Keith Drover, i tre iniziarono a ripassare le canzoni che Costello e Lorhbach avevano scritto. Il gruppo presto inglobò il chitarrista Mike Schoolden, ex dei Wakefield, e il batterista Russell Dixon.
La band inizia a farsi conoscere attraverso la promozione di canzoni sul social network MySpace, presenti nel MySpace Records Volume 1 CD Compilation, e la colonna sonora del videogioco Saints Row. Dopo aver esaminato l'offerta da Pete Wentz Decaydance Records, la band ha firmato per la TVT Records e ha pubblicato nel 2006 un EP omonimo. Originariamente denominato Razor PE, è stata principalmente una pubblicazione digitale attraverso i servizi di download come iTunes, anche se le copie di CD sono disponibili anche presso il sito della band. Hanno anche effettuato presso il South by Southwest festival di musica di quello stesso anno.
Dal 2006 al 2007 i New Years Day auto-finanziano e auto-producono il loro album di debutto, My Dear, registrati su un periodo di otto mesi presso la sede del produttore Eugenio Perreras. L'album è stato pubblicato l'8 maggio 2007 e comprende collaborazioni con i membri dei Reel Big Fish e Motion City Soundtrack. Il debutto della band con il singolo, I Was Right, ha portato alla vittoria di un MTVU "Freshman Face".

## Carriera

### New Years Day (Razor)eMy Dear(2006-2010)
Nel 2006, la band firma un contratto con l'etichetta discografica TVT per poi pubblicare il primo EP, inizialmente intitolato Razor e successivamente cambiato in New Years Day. L'EP fu distribuito solamente come download digitale ma tuttavia furono distribuite delle copie in CD fisico durante alcuni concerti.
L'8 maggio 2007, la band ha pubblicato il loro primo album, nonché album di debutto, My Dear. Tale album fu finanziato e prodotto dalla band stessa con l'aiuto di qualche amico produttore. Per completare il progetto passarono circa 8 mesi. Nello stesso anno la band pubblicò anche il video musicale per il singolo I Was Right.

### Headlines & HeadstoneseThe Mechanical Heart(2010-2012)
Il 2 luglio 2010, esce l'album di debutto per l'Asia, Headlines & Headstones, contenente tracce da New Years Day e My Dear. Successivamente, il 21 giugno 2011, viene pubblicato il nuovo EP della band, The Mechanical Heart, ricevendo critiche prevalentemente positive.
Da ottobre a dicembre 2011, la band ha fatto da sostegno nel tour, All The Rage Tour, della band Blood On The Dance Floor.

### Victim to VillaineEpidemic(2013-2015)
Nel giugno 2013 la band pubblica con l'etichetta discografica Century Media Records, il loro secondo album in studio, Victim to Villain.
Il 18 novembre 2014, cambiando nuovamente etichetta discografica, lanciano un nuovo singolo tratto dall'EP in uscita, Epidemic. Difatti l'EP viene pubblicato dalla Grey Area Records. Dopo l'uscita dell'EP, sono seguite svariate apparizioni in tour musicali di band come Motionless In White, For Today e Ice Nine Kills.

### Malevolence e Unbreakable (2015-presente)
Il 26 giugno 2015, la band pubblica il singolo leader, Killed or Be Killed, tratto dal terzo album Malevolence, pubblicato il 2 ottobre 2015. Viene supportato dal primo tour da headliner della band, l'Other Side Tour.
Il 9 novembre 2018, viene pubblicato il singolo Skeletons, tratto dal quarto album in uscita, Unbreakable uscito poi il 26 aprile 2019. Parlando dell'album, Costello, disse che il sound di Unbreakable sarebbe stato molto più pesante rispetto ai lavori passati. Il primo marzo del 2019 viene pubblicato il secondo singolo estratto, Shut Up, che debuttò alla 17ª posizione nella classifica Mainstream Rock Charts nel maggio 2019. Il terzo singolo, Come For Me, uscì il 5 aprile 2019.

## Formazione

### Formazione attuale
- Ashley Costello - voce
- Trixx - batteria
- Nikki Misery - chitarra solista
- Jeremy Valentyne - chitarra ritmica
- Frankie Sil - basso

### Ex componenti
- Keith Drover - chitarra, tastiera
- Adam Lohrbach - basso
- Mike Schoolden - chitarra
- Matthew Lindblad - chitarra
- Dan Arnold - chitarra
- Mickey 13 - chitarra
- Russell Dixon - batteria
- Nick Turner - batteria
- Jack Jones - chitarra
- Anthony Barro - basso
- Brandon Wolfe - basso

## Discografia

### Album in studio
- 2007 – My Dear
- 2013 – Victim to Villain
- 2015 – Malevolence
- 2019 – Unbreakable

### EP
- 2006 – New Years Day
- 2011 – The Mechanical Heart
- 2014 – Epidemic
- 2018 – Diary of a Creep

### Singoli
- 2006 – Ready Aim Misfire
- 2007 – I Was Right
- 2011 – Two in the Chest, One in the Head
- 2011 – Let's Get Dead
- 2013 – Do Your Worst
- 2013 – I'm No Good
- 2013 – Death of the Party
- 2013 – Angel Eyes
- 2014 – Other Side
- 2014 – Epidemic
- 2014 – Defame Me
- 2015 – Kill or Be Killed
- 2015 – Malevolence
- 2016 – I'm About to Break You
- 2018 – Disgust Me
- 2018 – Skeletons